# Clémencey
Clémencey est une ancienne commune française située dans le département de la Côte-d'Or région Bourgogne-Franche-Comté.
La commune fusionne le 1er janvier 2019 avec Quemigny-Poisot pour former la nouvelle commune de Valforêt.

## Histoire
Le 1er janvier 2019, la commune fusionne avec Quemigny-Poisot pour créer la commune nouvelle de Valforêt dont la création est actée par un arrêté préfectoral du 21 novembre 2018. Certains habitants de la commune se sont opposés à la fusion, contestant ses avantages pour les finances municipales.

## Politique et administration
| Période                                  | Période      | Identité      | Étiquette | Qualité |
| ---------------------------------------- | ------------ | ------------- | --------- | ------- |
| mars 2008                                | 31 déc. 2018 | Lionel Paulin |           |         |
| mars 2001                                | mars 2008    | Pascal Omedes |           |         |
| Les données manquantes sont à compléter. |              |               |           |         |

## Démographie
L'évolution du nombre d'habitants est connue à travers les recensements de la population effectués dans la commune depuis 1793. Pour les communes de moins de 10 000 habitants, une enquête de recensement portant sur toute la population est réalisée tous les cinq ans, les populations de référence des années intermédiaires étant quant à elles estimées par interpolation ou extrapolation. Pour la commune, le premier recensement exhaustif entrant dans le cadre du nouveau dispositif a été réalisé en 2008.

En 2016, la commune comptait 121 habitants, en évolution de +0,83 % par rapport à 2010 (Côte-d'Or : +0,82 %, France hors Mayotte : +2,11 %).
| 1793 | 1800 | 1806 | 1821 | 1831 | 1836 | 1841 | 1846 | 1851 |
| ---- | ---- | ---- | ---- | ---- | ---- | ---- | ---- | ---- |
| 211  | 201  | 219  | 225  | 244  | 229  | 227  | 224  | 195  |

| 1856 | 1861 | 1866 | 1872 | 1876 | 1881 | 1886 | 1891 | 1896 |
| ---- | ---- | ---- | ---- | ---- | ---- | ---- | ---- | ---- |
| 464  | 150  | 147  | 134  | 119  | 120  | 125  | 124  | 105  |

| 1901 | 1906 | 1911 | 1921 | 1926 | 1931 | 1936 | 1946 | 1954 |
| ---- | ---- | ---- | ---- | ---- | ---- | ---- | ---- | ---- |
| 82   | 87   | 86   | 77   | 68   | 64   | 59   | 60   | 64   |

| 1962 | 1968 | 1975 | 1982 | 1990 | 1999 | 2006 | 2008 | 2013 |
| ---- | ---- | ---- | ---- | ---- | ---- | ---- | ---- | ---- |
| 45   | 41   | 41   | 58   | 59   | 92   | 114  | 120  | 122  |

| 2016 | - | - | - | - | - | - | - | - |
| ---- | - | - | - | - | - | - | - | - |
| 121  | - | - | - | - | - | - | - | - |

## Lieux et monuments

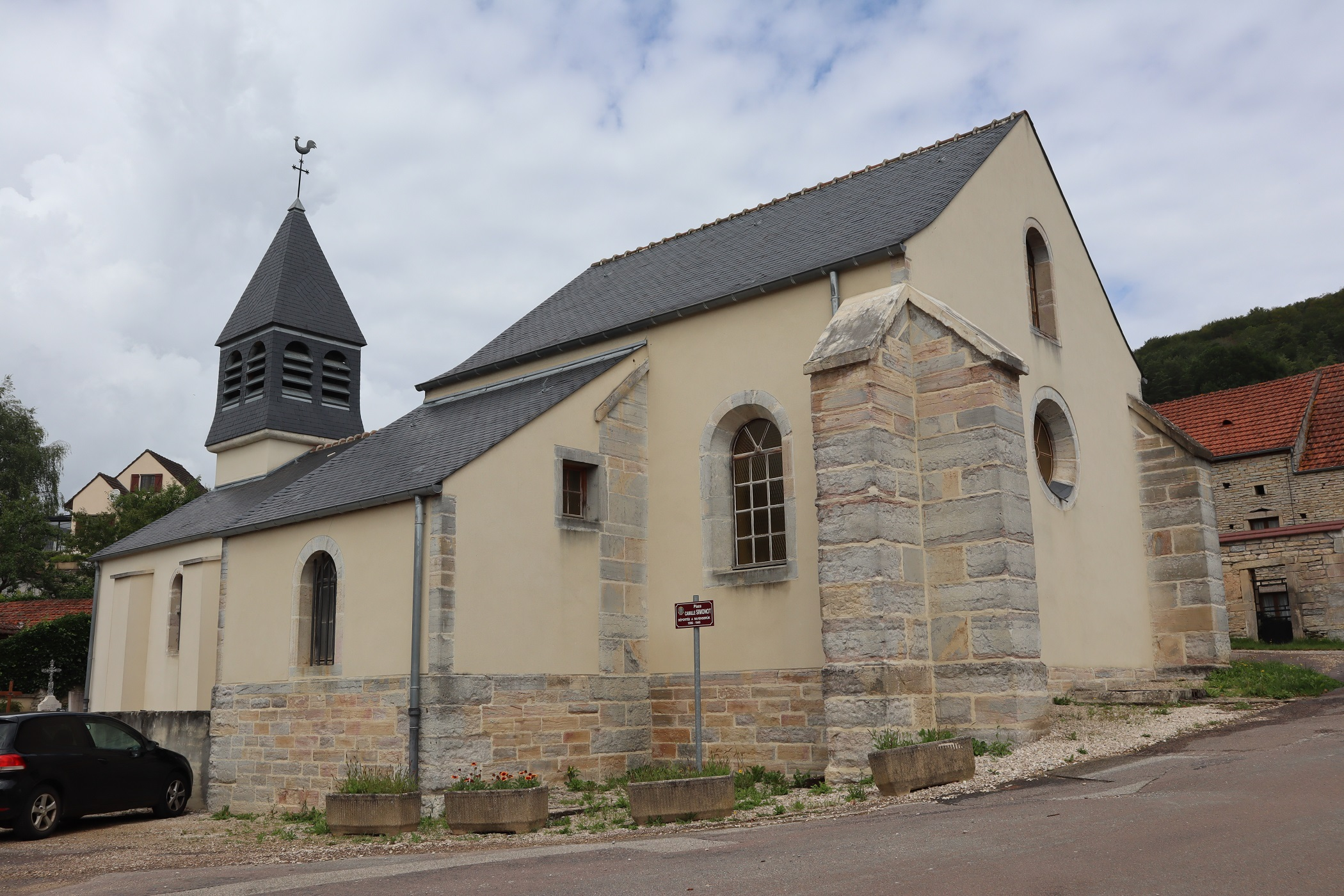
L'église paroissiale Saint-Pierre.
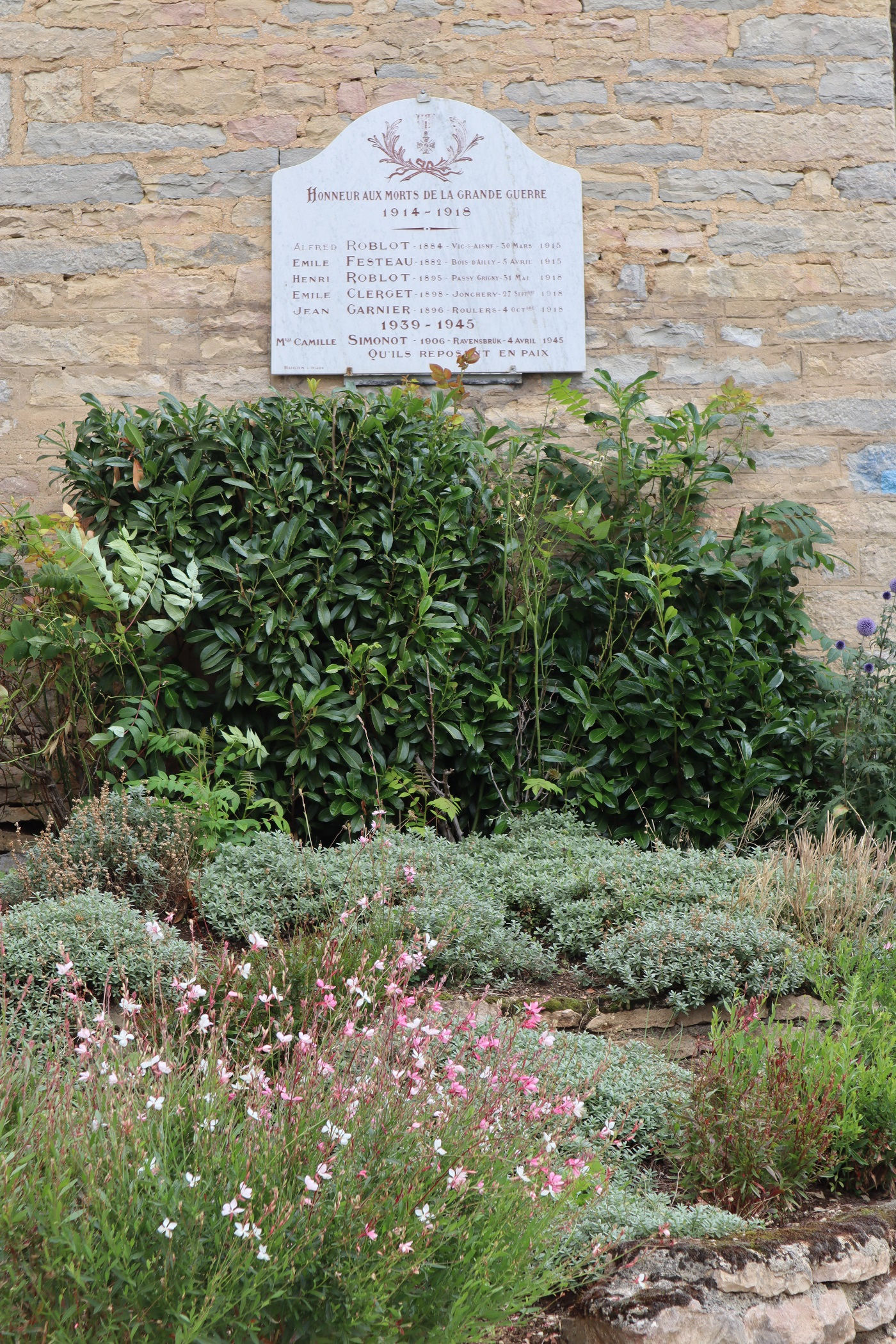
Le monument aux morts.

- L'église paroissiale Saint-Pierre.
- Le monument aux morts.

## Héraldique
| Blason | Blasonnement : D'azur à deux chaînes d'argent posées en sautoir, surchargées d'une clé en pal d'or. |